# Чи Ли
Чи Ли (род. 1957, Мяньян пров. Хубэй) — китайская писательница. 

## Биография
По окончании средней школы была выслана в деревню на поселение, преподавала в сельской школе, потом в Ухане получила медицинское образование и работала врачом. Училась на факультете китайской филологии Уханьского университета. Публикуется с 1981. Заместитель председателя Уханьского городского отделения и член правления Хубэйского провинциального отделения Союза китайский писателей. Чи Ли — автор рассказов, повестей, стихов и песен, эссе и телепьес. Наибольший успех имели её рассказы и повести реалистичного направления, богатые жизненными деталями и яркими персонажами из современной китайской жизни. В 1988 её повесть «Фаньнао жэньшэн» («Досадное существование») была удостоена Всекитайской премии за лучшую повесть года.
В начале 1980-х Чи Ли писала исключительно о своём поколении образованной молодежи. Литературная зрелость пришла к ней позднее, когда она стала одной из ведущих представительниц неореализма. В этот период она блистала бытописательством и сосредоточилась на изображении семейной жизни с её каждодневными тяготами. В 1990-х Чи Ли переходит к изображению городской жизни. В её произведениях отображен конфликт между свойственными молодежи духовными стремлениями и тягой к идеалу и мелочными реалиями семейного быта. Коммерциализация человеческого существования в современном обществе оказывается несовместимой с духовными порывами и идеальными мечтаниями молодых людей, которые находят единственный выход в разводе, что Чи Ли считает трагическим исходом. Среди героинь Чи Ли есть и молодые одаренные девушки, которые отказываются от соблазна замужества, чтобы таким образом избежать бытовой пошлости.
Чи Ли признана мастером стиля, она владеет колоритными диалектными оборотами родного Хубэя, течение её рассказов отличается непринужденной естественностью и убедительной достоверностью. К тому же у неё явный дар сатиры. Приверженность к неореализму придает остроту её видению деталей и нюансов современного быта.

## Переводы на русский язык
- Мерзни или жарься, живи – и не парься / Пер. О.Родионовой // Современная китайская проза. Жизнь как натянутая струна / Антология составлена Союзом китайских писателей. М.: АСТ; СПб.: Астрель-СПб, 2007.